# Arktos
Arktos är ett högerextremt bokförlag specialiserat på den nya högern, den identitära rörelsen och amerikansk alt-right. Det grundades 2009 av fyra personer från den skandinaviska tankesmedjan Motpol.nu. De första åren drevs förlaget från Indien för att hålla kostnaderna nere. Sedan 2014 drivs det från Ungern.
Verkställande direktör är Daniel Friberg och administrationschef är Charles Lyons.

## Författare (urval)
| - Joakim Andersen - Alain de Benoist - Alexander Dugin - Koenraad Elst - Guillaume Faye | - Paul Gottfried - Lars Holger Holm - Pierre Krebs - Alex Kurtagić - Pentti Linkola | - Tito Perdue - Sri Sri Ravi Shankar - Troy Southgate - Tomislav Sunić - Dominique Venner |